# Saint-Gence
Pour les articles homonymes, voir Gence.
Saint-Gence (Sent Gençan en occitan) est une commune française située dans le département de la Haute-Vienne en région Nouvelle-Aquitaine.

## Géographie
Saint-Gence se situe à environ 20 km au nord-ouest de Limoges et à environ 10 km de l'aéroport de Limoges-Bellegarde.
Bien qu'elle subisse de plus en plus l'influence de la préfecture départementale toute proche, notamment en termes de constructions nouvelles, la commune abrite encore une nature préservée et des villages traditionnels.

### Communes limitrophes
Les communes limitrophes sont Peyrilhac, Couzeix, Limoges, Nieul, Verneuil-sur-Vienne et Veyrac.
|                     | Peyrilhac   |         |
| Veyrac              | Saint-Gence | Nieul   |
| Verneuil-sur-Vienne | Limoges     | Couzeix |

### Lieux-dits
La commune de Saint-Gence comprend 25 villages : Bondy, le Bos-Rabaud, le Boschaudérier, Campanelle, les Carrières, la Celle, les Charriers, la Chassagne, la Châtre, Châtre-Boucherane, le Chazeau, Cireijaux, le Clapier, la Croix-des-Charriers, la Lande, Lingaud, Maison-Neuve, le Mas-Boucher, les Monts, Moulin-du-Theil, Pissarotte, la Ribière-du-Theil, le Theil, Vauzelle, les Verdiers.
Elle compte également des habitations isolées qui ne sont pas considérées comme des villages.

### Climat
Pour des articles plus généraux, voir Climat de la Nouvelle-Aquitaine et Climat de la Haute-Vienne.
Historiquement, la commune est exposée à un climat océanique limousin.  
En 2020, Météo-France publie une typologie des climats de la France métropolitaine dans laquelle la commune est exposée à un climat océanique altéré et est dans la région climatique  Ouest et nord-ouest du Massif Central, caractérisée par une pluviométrie annuelle de 900 à 1 500 mm, maximale en automne et en hiver.
Pour la période 1971-2000, la température annuelle moyenne est de 11,4 °C, avec une amplitude thermique annuelle de 14,8 °C. Le cumul annuel moyen de précipitations est de 1 041 mm, avec 13,9 jours de précipitations en janvier et 7,8 jours en juillet. Pour la période 1991-2020, la température moyenne annuelle observée sur la station météorologique la plus proche, située sur la commune de Nantiat à 10 km à vol d'oiseau, est de 12,0 °C et le cumul annuel moyen de précipitations est de 1 099,6 mm,. Pour l'avenir, les paramètres climatiques de la commune estimés pour 2050 selon différents scénarios d’émission de gaz à effet de serre sont consultables sur un site dédié publié par Météo-France en novembre 2022.

## Urbanisme

### Typologie
Au 1er janvier 2024, Saint-Gence est catégorisée commune rurale à habitat dispersé, selon la nouvelle grille communale de densité à sept niveaux définie par l'Insee en 2022.
Elle est située hors unité urbaine. Par ailleurs la commune fait partie de l'aire d'attraction de Limoges, dont elle est une commune de la couronne,. Cette aire, qui regroupe 127 communes, est catégorisée dans les aires de 200 000 à moins de 700 000 habitants,.

### Occupation des sols
L'occupation des sols de la commune, telle qu'elle ressort de la base de données européenne d’occupation biophysique des sols Corine Land Cover (CLC), est marquée par l'importance des territoires agricoles (66,2 % en 2018), en diminution par rapport à 1990 (74,7 %). La répartition détaillée en 2018 est la suivante : 
prairies (31,4 %), forêts (25,9 %), zones agricoles hétérogènes (21,9 %), terres arables (12,6 %), zones urbanisées (7,8 %), cultures permanentes (0,3 %). L'évolution de l’occupation des sols de la commune et de ses infrastructures peut être observée sur les différentes représentations cartographiques du territoire : la carte de Cassini (XVIIIe siècle), la carte d'état-major (1820-1866) et les cartes ou photos aériennes de l'IGN pour la période actuelle (1950 à aujourd'hui).

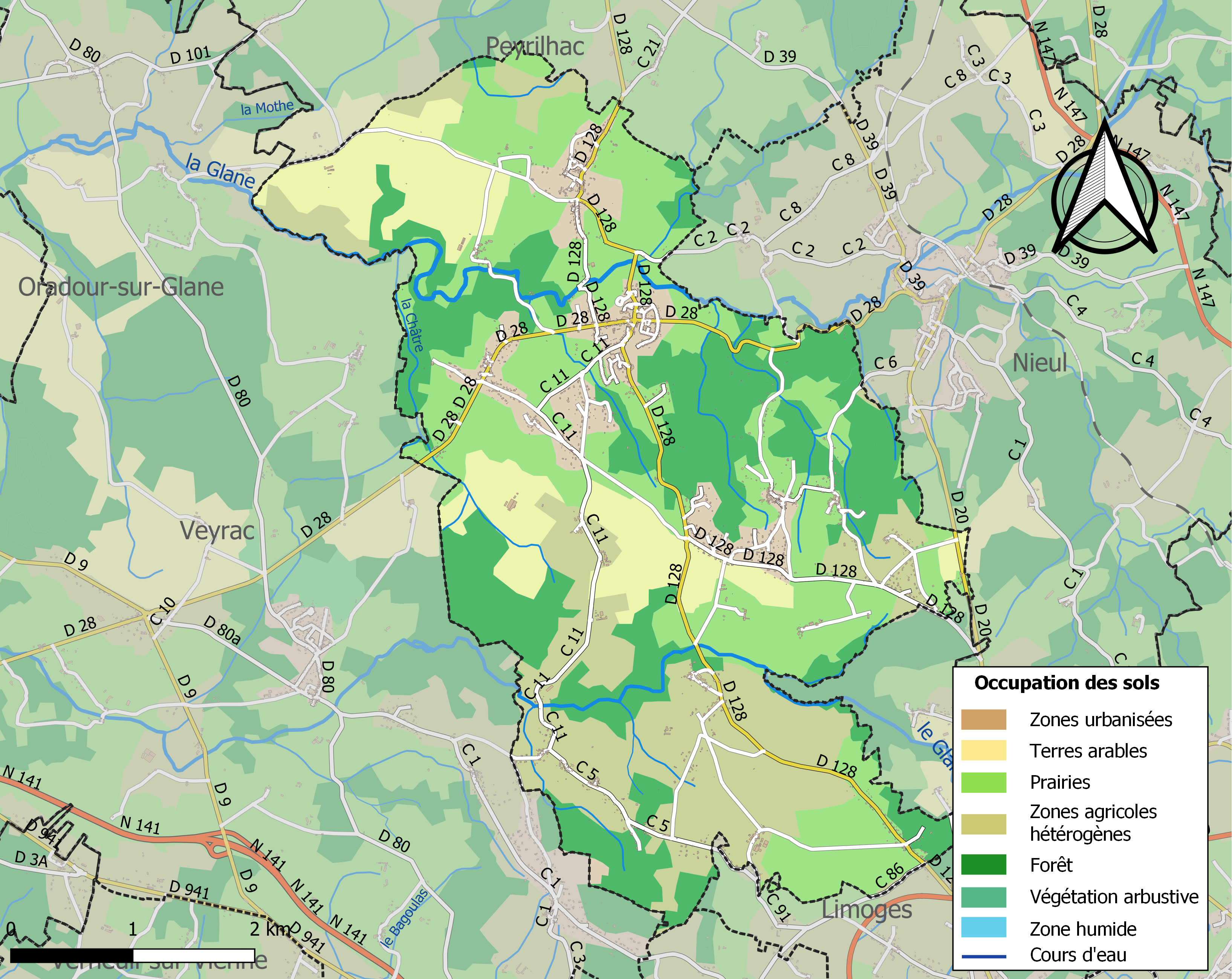
Carte des infrastructures et de l'occupation des sols de la commune en 2018 (CLC).

### Risques majeurs
Le territoire de la commune de Saint-Gence est vulnérable à différents aléas naturels : météorologiques (tempête, orage, neige, grand froid, canicule ou sécheresse) et séisme (sismicité faible). Il est également exposé à un risque technologique,  le transport de matières dangereuses, et à un risque particulier : le risque de radon. Un site publié par le BRGM permet d'évaluer simplement et rapidement les risques d'un bien localisé soit par son adresse soit par le numéro de sa parcelle.

#### Risques naturels

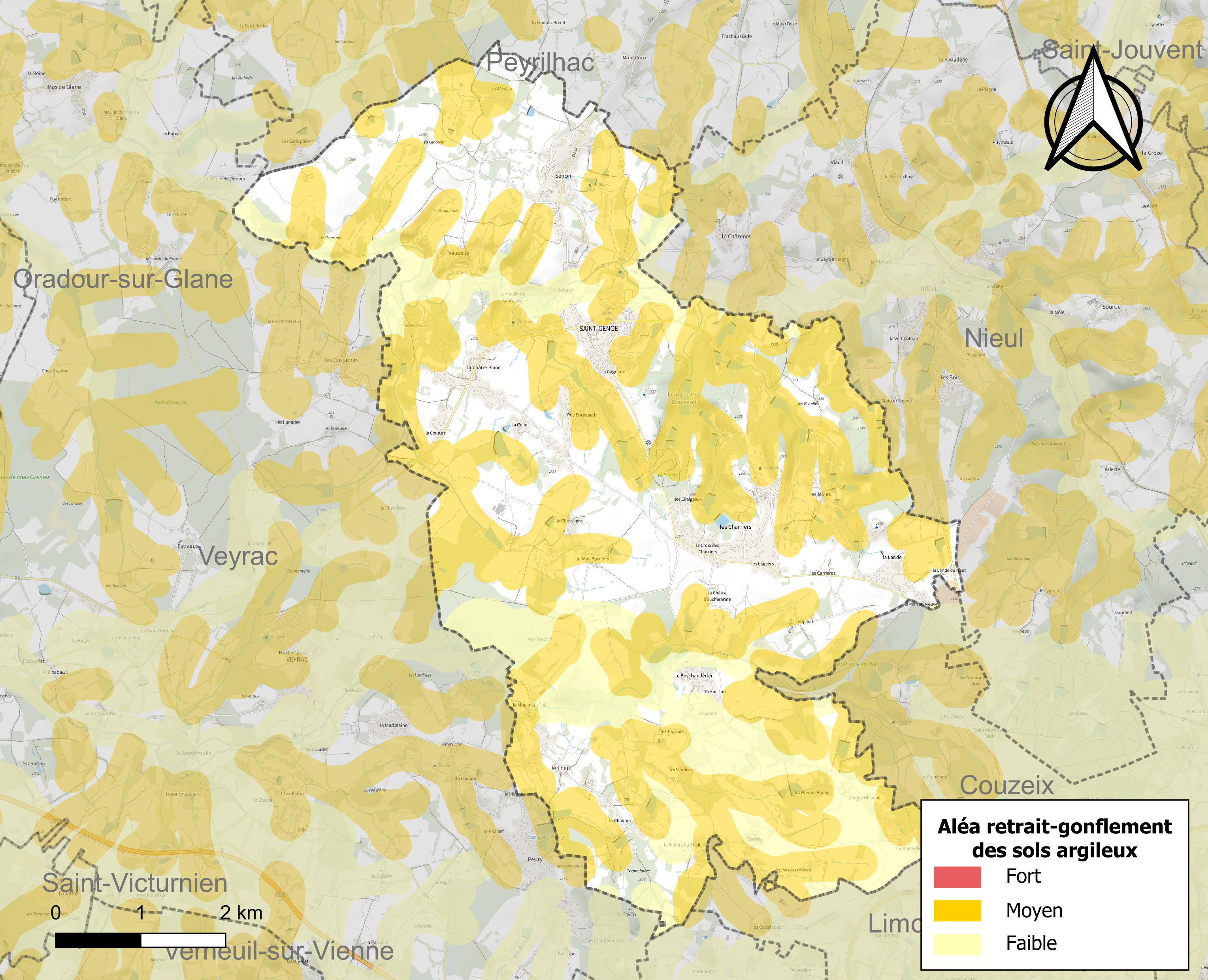
Carte des zones d'aléa retrait-gonflement des sols argileux de Saint-Gence.

Le retrait-gonflement des sols argileux est susceptible d'engendrer des dommages importants aux bâtiments en cas d’alternance de périodes de sécheresse et de pluie. 51,6 % de la superficie communale est en aléa moyen ou fort (27 % au niveau départemental et 48,5 % au niveau national métropolitain). Depuis le 1er octobre 2020, en application de la loi ÉLAN, différentes contraintes s'imposent aux vendeurs, maîtres d'ouvrages ou constructeurs de biens situés dans une zone classée en aléa moyen ou fort,.
La commune a été reconnue en état de catastrophe naturelle au titre des dommages causés par les inondations et coulées de boue survenues en 1982 et 1999 et par des mouvements de terrain en 1999.

#### Risque particulier
Dans plusieurs parties du territoire national, le radon, accumulé dans certains logements ou autres locaux, peut constituer une source significative d’exposition de la population aux rayonnements ionisants. Selon la classification de 2018, la commune de Saint-Gence est classée en zone 3, à savoir zone à potentiel radon significatif.

## Histoire
Des traces d'occupation gauloise apparaissent entre la fin du IIIe siècle et le début du IIe siècle av. J.-C. Saint-Gence semble avoir été la capitale des Lémovices jusque vers 70 av. J.-C., date à laquelle ils auraient abandonné le site au profit de Villejoubert. Le Camp de César est une petite enceinte fortifiée d'origine gauloise.
Ce n'est qu'au Moyen Âge qu'un village réapparaîtra, qui existe toujours aujourd'hui.
Il y a dans le village une église romane, remaniée au XVe siècle, ainsi qu'un bâtiment agricole du XVe siècle, le repaire des Monts, et la maison de la Chassagne construite au XVIIe siècle. De nombreux édifices d’eau jalonnent la commune : moulins sur la Glane, lavoir à Senon, réserve à poissons dans le bourg, nombreux puits et aqueducs. Un réseau de circuits pédestres et de VTT balisés, permet de découvrir les bocages, forêts et hameaux typiques.

## Politique et administration

### Liste des maires
| Période                                  | Période               | Identité          | Étiquette | Qualité                                                                 |
| ---------------------------------------- | --------------------- | ----------------- | --------- | ----------------------------------------------------------------------- |
| mai 1945                                 | octobre 1958          | Jean Courivaud    |           |                                                                         |
| octobre 1958                             | novembre 1960 (décès) | Fernand Bonnat    |           |                                                                         |
| décembre 1960                            | mars 1983             | Marcelin Boulique |           |                                                                         |
| mars 1983                                | juin 1995             | Michel Le Turdu   | PS        |                                                                         |
| juin 1995                                | mars 2008             | Roger Mérigaud    | PS        |                                                                         |
| mars 2008                                | mai 2020              | Alain Delhoume    | PS        | Cadre du secteur public retraité 7e vice-président de Limoges Métropole |
| mai 2020                                 | En cours              | Serge Roux        | PS        | Retraité, ancien premier adjoint                                        |
| Les données manquantes sont à compléter. |                       |                   |           |                                                                         |

Saint-Gence fait partie de la communauté de communes de Limoges Métropole. De plus, Veyrac, Peyrihac, et Saint-Gence sont trois communes sœurs, ce qui signifie qu'elles partagent de nombreuses tâches[Lesquelles ?] ensemble.

## Démographie
L'évolution du nombre d'habitants est connue à travers les recensements de la population effectués dans la commune depuis 1793. Pour les communes de moins de 10 000 habitants, une enquête de recensement portant sur toute la population est réalisée tous les cinq ans, les populations de référence des années intermédiaires étant quant à elles estimées par interpolation ou extrapolation. Pour la commune, le premier recensement exhaustif entrant dans le cadre du nouveau dispositif a été réalisé en 2008.

En 2022, la commune comptait 2 208 habitants, en évolution de +4,5 % par rapport à 2016 (Haute-Vienne : −0,68 %, France hors Mayotte : +2,11 %).
| 1793 | 1800 | 1806 | 1821 | 1831 | 1836 | 1841  | 1846  | 1851  |
| ---- | ---- | ---- | ---- | ---- | ---- | ----- | ----- | ----- |
| 868  | 874  | 835  | 980  | 945  | 971  | 1 000 | 1 009 | 1 069 |

| 1856  | 1861 | 1866 | 1872  | 1876  | 1881  | 1886  | 1891  | 1896  |
| ----- | ---- | ---- | ----- | ----- | ----- | ----- | ----- | ----- |
| 1 031 | 995  | 996  | 1 037 | 1 074 | 1 053 | 1 052 | 1 030 | 1 083 |

| 1901  | 1906  | 1911  | 1921 | 1926 | 1931 | 1936 | 1946 | 1954 |
| ----- | ----- | ----- | ---- | ---- | ---- | ---- | ---- | ---- |
| 1 066 | 1 076 | 1 020 | 942  | 871  | 868  | 837  | 814  | 733  |

| 1962 | 1968 | 1975 | 1982  | 1990  | 1999  | 2006  | 2008  | 2013  |
| ---- | ---- | ---- | ----- | ----- | ----- | ----- | ----- | ----- |
| 700  | 617  | 704  | 1 071 | 1 311 | 1 489 | 1 846 | 1 948 | 2 067 |

| 2018  | 2022  | - | - | - | - | - | - | - |
| ----- | ----- | - | - | - | - | - | - | - |
| 2 154 | 2 208 | - | - | - | - | - | - | - |

## Lieux et monuments
- Château de la Chassagne (XVIe siècle)
- Château des Monts (XVIe siècle)
- Église Saint-Gentien (XIIIe siècle). L'édifice a été inscrit au titre des monuments historiques en 1966[24].

## Culture, loisirs et sports

### Musée
- Musée archéologique lémovice Guy Lintz, anciennement musée archéologique de la cité des Lémovices[25],[26].

### Espaces verts
Dans son palmarès 2024, le Conseil national de villes et villages fleuris de France a attribué deux fleurs à la commune. De plus, l'espace vert situé en centre-ville accueille de nombreux habitants. Saint-Gence bénéficie en effet d’une situation privilégiée, du fait de la proximité de la campagne environnante.

### Évènements
- Depuis l'année 2000, Saint-Gence organise tous les ans la vinigast, une manifestation gastronomique centrée sur des viticulteurs de toute la France et sur des exposants de produits gastronomiques régionaux.
- Les 23 et 24 juin 2012, Saint-Gence a organisé les journées « Gauloises », une première en Limousin.

### Sports
Peuvent être pratiqués à Saint-Gence :
- football
- tennis de table
- danse
- judo
- basket
- gymnastique
- athlétisme
- vélo trial

## Personnalités liées à la commune
- Guy Lintz, archéologue et historien français, dont le nom a été donné au musée archéologique de Saint-Gence.
- Laëtitia Milot, actrice, mannequin et écrivain française, a passé son enfance à Saint-Gence.